# Мулен руж!
Мулен руж! (или на енглеском Moulin Rouge!) је амерички филм из 2001. мјузикл у режији База Лурмана коме је ово трећи филм у каријери. Филм говори о Кристијану, младом енглеском писцу-песнику који се заљубљује у кабаре играчицу, глумицу и куртизану Сатен у ноћном клубу Мулен руж. У филму се чују обраде разних популарних музичких нумера. Радња је смештена на Монмартру, боемској четврти Париза.
Филм је био номинован за осам Оскара освојио је само два - за костиме и за сценографију. Снимљен је у студијима компаније „Фокс“ у Сиднеју, Аустралија.
Филм је имао међународни успех и отворио је врата мјузиклима који су снимани током следећих година: Чикаго филм из 2002 (филм је добио и Оскара као најбољи филм), Рент и Фантом из опере.
Године 2006. Мулен руж! се у анкети Америчког института за филм пласирао на 25. место на листи од 100 најбољих мјузикла икада снимљених.

## Критике
Критичари се слажу да је у филму Мулен руж! видљив утицај великих италијанских опера, нарочито кроз музику, живописну сценографију и костимографију. Такође наводе да филм садржи и боливудске елементе као што су једноставна прича, једноставан заплет, мелодраматична хероина и дводимензионални карактери. Било како било, филм је освојио публику а такође и саундтрек који се састоји од обрада савремених хитова са аранжманима примереним временском периоду у којем се одвија радња филма (завршетак 19. и почетак 20. века). Тако се у филму чују обраде таквих хитова као што су "The Show Must Go On" групе Квин, "Nature Boy" Дејвида Боуија, "Smells Like Teen Spirit" Нирване, "Like a Virgin" Мадоне, "Lady Marmalade" итд.
Режисеру Базу Лурману требало је скоро две године да би осигурао права за све те песме, али се сав напор исплатио.

## Улоге
| Глумац          | Улога                |
| --------------- | -------------------- |
| Никол Кидман    | Сатен                |
| Јуан Макгрегор  | Кристијан            |
| Џим Бродбент    | Харолд Зидлер        |
| Ричард Роксберг | Гроф                 |
| Џон Легвизамо   | Анри де Тулуз-Лотрек |
| Кајли Миног     | Зелена Вила          |

## Радња
Тема овог филма је вечни сукоб љубави и богатство, материјализма и љубоморе. Главни лик је Кристијан (Јуан Макгрегор), енглески песник који долази у Париз да би окусио чари Монмартра, чувене боемске четврти у граду уметника, забава и апсинта. Убрзо се заљубљује у Сатен (Никол Кидман), певачицу у ноћном клубу Мулен руж, која болује од туберкулозе у поодмаклом стадијуму.
Сатин је вредна и лепа куртизана која верује да су дијаманти „девојчини најбољи пријатељи“. Она од својих мушких клијената жели новац, а не љубав, и машта да постане глумица и напусти Мулен руж. Стицајем околности, услед замене идентитета, Сатин мисли да је Кристијан богати и моћни гроф који је заинтересован за улагање новца у нови шоу кабареа и да планира од ње направити звезду представе. Приставши да се састане с њим, рачунајући на склапање договора о шоу, Сатен остаје очарана Кристијанововом поезијом (у тој сцени Макгрегор пева обраду песме Елтон Џона Your Song), али је ускоро „спушта на земљу“ сазнање да је Кристијан само један обични боемски песник.
Прави гроф стиже и затиче их у заједно. Кристијан се извлачи уз помоћ Сатенине мудрости и довитљивости тако што убеђује грофа да је он сценариста нове представе под називом „Спектакулар спектакулар“ и да управо увежбавају једну сцену. Уз помоћ Сатен и пријатеља боема Кристијан брзо реконструишу сцену представе: то је индијски мјузикл. Гроф бива импресиониран и одлучује да финасира представу али убзо он бива, излуђен љубомором, почиње да прети да ће да затвори Мулен руж уколико га Сатем одбије. Прихвата да Кристијан буде непрекидно са Сатен имајући у виду да је он као сценариста важан за успех шоуа.
Кристијан и Сатин се заљубљују, док Харол Зидлер, директор Мулен Ружа, који за Сатен представља неку врсту очинске фигуре, труди да задржи грофову пажњу на представи иако Сатен још није провела ниједну ноћ са њим. Напослетку, гроф схвата да је преварен, покушава да узме Сатен на силу и прети да ће убити Кристијана. По Зидлеровом савету, Сатен саопшти Кристијану да га никада није волела, надајући да ће отићи из града и побећи од грофовог беса.
На свечаној премијери представе, Сатен, иако свесна чињеница да јој је преостало још само мало живота, одлучује да одглуми целу представу. Кристијан, не желећи да дигне руке од ње, суочава се са њом на сцени. Када она покуша да га отера од себе, он узима улогу главног хероја из представе и баца јој паре на под „да би исплатио своју курву“ и достојанствено одлази са сцене. Иако умире, Сатен га дозива тајном песмом љубавника и они се поново зближавају пред грофом и публиком. Гроф покушава да убије Кристијана, али Зидлер га спречава. Представа је готова и завеса се спушта. Публика одушевљено аплаудира одличној представи, али приватно, иза сцене, болест савладава Сатен и она умире на Кристијановим рукама. На њену молбу, Кристијана јој обећава да ће напише њихову причу.
После шест месеци, Кристијан одржава своје обећање, али и гроф своје. Харолд предаје папире грофу који затвара Мулен руж. Филм завршава кадровима напуштеног и тужног Мулен ружа.

## Премијера
Снимање филма је почело новембра 1999. а заврше је у мају 2000, са буџетом од $50 милиона. Снимање је цело провело глатко, осим када се јавио проблем када је глава глумица Никол Кидман повредила колено услед снимања једне од компликованих сцена плеса. Мада је премијера најављена 25. децембар 2000. да би био један од главних конкурената за Оскара, 20th Century Fox је преместио премијеру за рано лето, тако да би режисер Баз Лурман имао више времена за пост-продукцију. Премијера филма је била на Филмски фестивал у Кану датума 9. мај 2001. то као филм који отвара сам фестивал. Лимитирано издање је изашло 18. маја 2001. а у биоскопе је пуштен 1. јуна 2001.
Филм је доживео инстант успех поготову у лимитираном издању, зарадивши по $185,095 само у два позоришта и то који раде викендом. Дешавало се и да публика награди аплаузом филм усред сцене. Цифра је расла до $254,098. Када је пуштена у преко 2500 биоскопа, зарадило је $14,2 милиона само у првом викенду. Цифра се подигла до $57 милиона. Пуштено је опет у октобру 2001 због Оскара, зато што је Лурман желео да се филм такмичи за најпрестижнију филмску награду.
Филм је имао још већи успех преко океана. Претукло је рекорде у Аустралији где је пуштена специјална верзија 2001, и где је нашла гледаоца у свакој својој држави. Зарадио је преко $120 милиона, што је резултовало око $177 милиона широм света.

## Награде
Када је сезона филмских награда кренула, филм је још увек био свеж у људским главама тако да је ускоро освојио много награда. Покупио је шест номинација златних глобуса укључујући и за најбољи филм, мјузикл или комедију, најбољу главну глумицу (за Никол Кидман), најбољег глумца (за Јуан Макгрегора), оригинални сценарио, најбољи режисер (за Баз Лурмана) и најбољу песму ("Come What May"). Освојио је три укључујући и за најбољи филм. Пар недеља касније, добио је 13 БАФТА номинација (британска академија за филм и телевизију), правећи га филмом са највише номинација те године. Узео је три, укључујући за најбољег споредног глумца Jim Broadbent.
Када су најављене оскар номинације, филм је освојио осам укључујући и за најбољу главну женску улогу (Никол Кидман) и за најбољи филм. Филм није номинован за најбољег режисера (Баз Лурман); што је прокоментарисала Вупи Голдберг домаћица церемоније речима: „Претпостављам да се Мулан Руж! сам режирао." Освојио је два Оскара за најбоље костиме и сценографију. На мало нижем филмском нивоу, награда МТВ, Кидман је узела трофеј за најбољу глумицу а Макгрегор узима за најбољу музичку секвенцу.
Оригинална песма "Come What May" је дисквалификована за награду Оскар зато што је већ коришћена за Лурманов претходни филм „Ромео + Јулија“ и није писана искључиво за Мулан Руж! 

## Занимљивости
- Тим Вилер, певач групе Еш, пријавио се на аудицију за улогу Кристијана. Није прошао, али је, инспирисан филмом, написао песму Орфеј ("Orpheus").
- Филм је посвећен оцу База Лурмана, Леонарду, који је преминуо непосредно пред почетак снимања филма.
- Кајли Миног се накратко појављује као “Зелена вила“, коју Кристијан види као халуцинацију кад попије апсинт. По оригиналном сценарију, та сцена је требало да траје дуже, и Кајлин глас је после извесног времена требало да буде замењен гласом Озија Озборна како би се дочарала ситуација у коју апсинт њега све више и више вуче у халуцинацију. Ипак, Ози се чује на самом крају Кајлиног извођења у виду вриска, док она добија црвене очи и камера се окреће ка Мулен ружу.
- Пласидо Доминго даје глас „Месецу“ током једне од песама.
- У филму такође учествује и боливудска певачица Урмила Матондкар за песму: „Чама чама“, која се чује на крају филма.
- Јуан Макгрегор и Џим Бродбент су такође глумили заједно у британском филму „Мали гласови“ (Little Voices).